# Torre Groga
La Torre Groga és una obra de Ripollet (Vallès Occidental) inclosa a l'Inventari del Patrimoni Arquitectònic de Catalunya.

## Descripció
Edifici unifamiliar, aïllat, de planta rectangular, format per planta baixa i un pis, amb jardí posterior lateral. La coberta és de teula, a quatre vessants. La façana principal té, a la planta baixa, un sòcol fins al nivell de les obertures laterals. La porta d'accés és d'arc de mig punt, i les dues finestres dels costats, rectangulars. Al primer pis hi ha un balcó de dues obertures. Hi destaquen els motius ornamentals de la façana, especialment els relleus de les llindes de les obertures i els respiralls de ceràmica. L'edifici està rematat per un ràfec sostingut per mènsules.

## Història
Coneguda popularment com a "Torre Groga", anomenada així pels vilatans en al·lusió al color groc dels seus murs, que encara avui resta visible, fou realitzada per l'arquitecte Josep Maria Ribas els anys 1923-24 com a torre d'estiueig per la Sra. Antònia Minguell, veïna de Barcelona passava llargues temporades a Ripollet per motius de salut; en l'actualitat és un habitatge propietat dels germans Rubió Valentís.